# Neopomacentrus miryae
Neopomacentrus miryae là một loài cá biển thuộc chi Neopomacentrus trong họ Cá thia. Loài này được mô tả lần đầu tiên vào năm 1977.

## Từ nguyên
Từ định danh được đặt theo tên của bà Miry, người vợ quá cố của tác giả Dor.

## Phạm vi phân bố và môi trường sống
N. miryae có phạm vi phân bố nhỏ hẹp ở Tây Bắc Ấn Độ Dương, và chỉ được tìm thấy ở vùng biển ngoài khơi thành phố Jeddah, Ả Rập Xê Út (phía bắc Biển Đỏ). Chúng sinh sống tập trung gần các rạn san hô ở độ sâu đến 25 m.

## Mô tả
Chiều dài tối đa được ghi nhận ở N. miryae là khoảng 11 cm. Loài cá này có màu nâu xám. Nửa trên của cuống đuôi có màu cam, vệt cam này lan rộng sang thùy đuôi trên, thùy đuôi dưới cũng có màu cam. Đốm trắng có thể xuất hiện ở gốc sau vây lưng (trên cuống đuôi).
Số gai ở vây lưng: 13; Số tia vây ở vây lưng: 11–13; Số gai ở vây hậu môn: 2; Số tia vây ở vây hậu môn: 11; Số gai ở vây bụng: 1; Số tia vây ở vây bụng: 5.

## Sinh thái học
Thức ăn của N. miryae là các loài động vật phù du. Cá đực có tập tính bảo vệ và chăm sóc trứng.